# 漢普斯德和基爾伯恩 (英國國會選區)

選區在大倫敦的位置

漢普斯德和基爾伯恩（英語：Hampstead and Kilburn），英國國會一自治市選區，包括大倫敦西北部布倫特區東部的三個地方選區和卡姆登區西部的七個地方選區。
始設於2010年。2010年大選中工黨的格蘭達·傑克遜以42票之微成功連任。